# Enstatit
Das Enstatit ist ein häufig vorkommendes Mineral aus der Gruppe der Orthopyroxene innerhalb der Mineralklasse der „Silikate und Germanate“ mit der Endgliedzusammensetzung Mg2[Si2O6]. Enstatit ist damit chemisch gesehen ein Magnesium-Silikat, das strukturell zu den Kettensilikaten gehört. Er bildet eine Mischreihe mit Ferrosilit (Fe2+2[Si2O6]). Innerhalb dieser Reihe werden alle Zusammensetzungen mit mehr als 1 Mg und weniger als 0,1 Ca pro Formeleinheit als Enstatit bezeichnet, alle weiteren allgemein als Hypersthen.
Enstatit ist farblos oder blass gelb, grün, oliv oder braun gefärbt, transparent bis undurchsichtig mit Glasglanz auf Kristallflächen und Perlglanz auf Spaltflächen. Die Kristalle sind von prismatischen bis faserigen Habitus, oft lamellar verzwillingt nach {100} und können bis zu 50 cm lang werden. Er zeigt eine gute Spaltbarkeit parallel zu den Prismenflächen {210}, wobei sich die Spaltflächen im Winkel von 88° schneiden. Dies unterscheidet ihn von ähnlichen Amphibolen deren Spaltflächen sich im Winkel von ca. 120° schneiden.
Enstatit ist ein verbreitetes gesteinsbildendes Mineral des Erdmantels (Peridotite), der unteren Erdkruste (Granulit), basischer Magmatite (Gabbro, Pyroxenit) sowie granulitfazieller Metabasite (Granulite), Metapelite und metamorpher Kalksilikatgesteine.
Darüber hinaus ist es ein Bestandteil von Enstatit-Chondriten und Aubriten, seltenen Klassen von Steinmeteoriten.
Auch auf der Oberfläche einiger Asteroiden, wie (44) Nysa, (64) Angelina und (216) Kleopatra wurde dieses harte Mineral nachgewiesen.

## Etymologie und Geschichte
Der Name stammt von altgriechisch ἐνστάτης enstátēs, deutsch ‚Gegner, Widersacher‘, und bezieht sich darauf, dass Enstatit fast unschmelzbar ist.
Weitere veraltete Bezeichnungen wurden für teilweise oder vollständig in andere Minerale umgewandelten Enstatit verwendet:
- Agalit: Vermutlich teilweise in Talk umgewandelter Enstatit
- Bastit, Schillerspat: In Serpentin, Talk und eventuell Anthophyllit umgewandelter Enstatit
- Diaclasit, Germarit, Phastin: Umgewandelter Enstatit
- Szaboit: Teilweise umgewandelter Enstatit

Erstmals beschrieben und benannt wurde das Mineral 1855 von Gustav Adolf Kenngott. Als Typlokalität gilt der Berg Zdar bei Ruda nad Moravou (deutsch Eisenberg an der March) in Tschechien, da das Material zur chemischen Analyse von dort stammte.

## Klassifikation
In der strukturellen Klassifikation der International Mineralogical Association (IMA) gehört Enstatit zusammen mit Protoenstatit, Klinoenstatit, Ferrosilit, Klinoferrosilit und Pigeonit zu den Magnesium-Eisen-Proxenen (Mg-Fe-Pyroxene) in der Pyroxengruppe.
In der seit 1977 veralteten 8. Auflage der Mineralsystematik nach Strunz gehörte der Enstatit zur Mineralklasse der „Silikate und Germanate“ und dort zur Abteilung der „Kettensilikate und Bandsilikate (Inosilikate)“, wo er als Namensgeber die auch als Orthopyroxene bekannte „Enstatit-Reihe (rhombisch-dipyramidal)“ mit der System-Nr. VIII/D.02 und dem weiteren Mitglied Hypersthen (1988 als Mischkristall diskreditiert) bildete.
Im Lapis-Mineralienverzeichnis nach Stefan Weiß, das sich aus Rücksicht auf private Sammler und institutionelle Sammlungen noch nach dieser alten Form der Systematik von Karl Hugo Strunz richtet, erhielt das Mineral die System- und Mineral-Nr. VIII/F.02-10. In der „Lapis-Systematik“ entspricht dies ebenfalls der Abteilung „Kettensilikate und Bandsilikate“, wo Enstatit zusammen mit Akimotoit, Bridgmanit, Donpeacorit, Ferrosilit, Nchwaningit und Protoenstatit die Untergruppe der „Orthopyroxene“ innerhalb der Pyroxengruppe bildet (Stand 2018).
Auch die seit 2001 gültige und von der International Mineralogical Association (IMA) bis 2009 aktualisierte 9. Auflage der Strunz’schen Mineralsystematik ordnet den Enstatit in die Abteilung der „Ketten- und Bandsilikate (Inosilikate)“ ein. Diese ist allerdings weiter unterteilt nach der Struktur der Silikatketten sowie der Zugehörigkeit zu größeren Mineralfamilien, so dass das Mineral entsprechend seiner Zusammensetzung und seines Aufbaus in der Unterabteilung „Ketten- und Bandsilikate mit 2-periodischen Einfachketten Si2O6; Pyroxen-Familie“ zu finden ist, wo es als Namensgeber die „Orthopyroxene – Enstatitgruppe“ mit der System-Nr. 9.DA.05 und den weiteren Mitgliedern Akimotoit, Donpeacorit und Ferrosilit bildet.
Die vorwiegend im englischen Sprachraum gebräuchliche Systematik der Minerale nach Dana ordnet den Enstatit ebenfalls in die Klasse der „Silikate und Germanate“ und dort in die Abteilung der „Kettensilikatminerale“ ein. Hier ist er zusammen mit Ferrosilit und Donpeacorit in der Gruppe der „Orthopyroxene“ mit der System-Nr. 65.01.02 innerhalb der Unterabteilung „Kettensilikate: Einfache unverzweigte Ketten, W=1 mit Ketten P=2“ zu finden.

## Kristallstruktur
Enstatit kristallisiert mit orthorhombischer Symmetrie der Raumgruppe Pbca (Raumgruppen-Nr. 61) mit den Gitterparametern a = 18,24 Å; b = 8,82 Å; c = 5,18 Å sowie 8 Formeleinheiten pro Elementarzelle.
Die Struktur ist die von Orthopyroxen, wobei Schichten mit gegensätzlicher Orientierung der Oktaeder nach zwei Schichten alternieren. Silizium (Si4+) besetzt die tetraedrisch von 4 Sauerstoffionen umgebenen T-Positionen und Magnesium (Mg2+) die oktaedrisch von 6 Sauerstoffen umgebenen M1- und M2-Positionen.
Unter dem Mikroskop zeigt sich Enstatit in Vulkaniten in der Form farbloser bis blassgrüner (abhängig vom Fe-Gehalt) Prismen (bei Schnittlagen parallel zur c-Achse) oder vier- oder achteckiger Querschnitte (bei Schnittlagen senkrecht zur c-Achse). In Plutoniten und Metamorphiten überwiegen hypidiomorphe bis xenomorphe, körnige Ausbildungen. Im polarisierten Licht zeigt er weiße bis orangefarbene Interferenzfarben erster Ordnung.

## Modifikationen und Varietäten

Druck-Temperatur-Phasendiagramm für die Verbindung MgSiO_{3} nach Presnell 1995

Magnesiummetasilicat MgSiO3 ist polymorph und kann mit verschiedenen Strukturtypen und Symmetrien vorkommen.

### Pyroxene
Enstatit bezeichnet MgSiO3 mit Pyroxenstruktur in der zuvor beschriebenen orthorhombischen Symmetrie mit der Raumgruppe Pbca (Nr. 61). Er ist bei Temperaturen über ~600 °C und Drucken bis ~7–12 GPa stabil. Bei höherem Druck wandelt sich Enstatit in Hochklinoenstatit mit der Struktur von Diopsid in der Raumgruppe C2/c (Nr. 15) um. Bei niedrigen Druck unter ~1 Gpa wandelt sich Enstatit oberhalb von ~1000 °C in den ebenfalls orthorhombischen Protoenstatit (Pbcn (Nr. 60)) um. Bei tieferen Temperaturen ist der Klinoenstatit mit der Raumgruppe (P21/c (Nr. 14)) die stabile Phase. Bei rascher Abkühlung wandelt sich Protoenstatit nicht in Enstatit, sondern bei ~865 °C metastabil in Klinoenstatit um.
Bei niedrigen Druck unter 1 GPa und Temperaturen über 1500 °C gibt es noch ein kleines Stabilitätsfeld eines monoklinen Hochtemperatur-Klinoenstatits, der ab ~1600–1700 °C schmilzt. Enstatit schmilzt bei Drucken zwischen 1 und 12 GPa und Temperaturen zwischen 1700 und 2200 °C.

### Hochdruckphasen
Oberhalb von 17–18 GPa ist die Pyroxenstruktur von MgSiO3 nicht mehr stabil und das Magnesiummetasilikat liegt bei Temperaturen über ~1600 °C in der Struktur von Granat (Majorit) und unterhalb von 1600 bis 2000 °C in der Ilmenitstruktur (Akimotoit) vor. Bei extrem hohen Drucken oberhalb von ~22 GPa geht MgSiO3 in die Perowskitstruktur (Bridgmanit) über.

### Varietäten
Bekannte Varietäten sind:

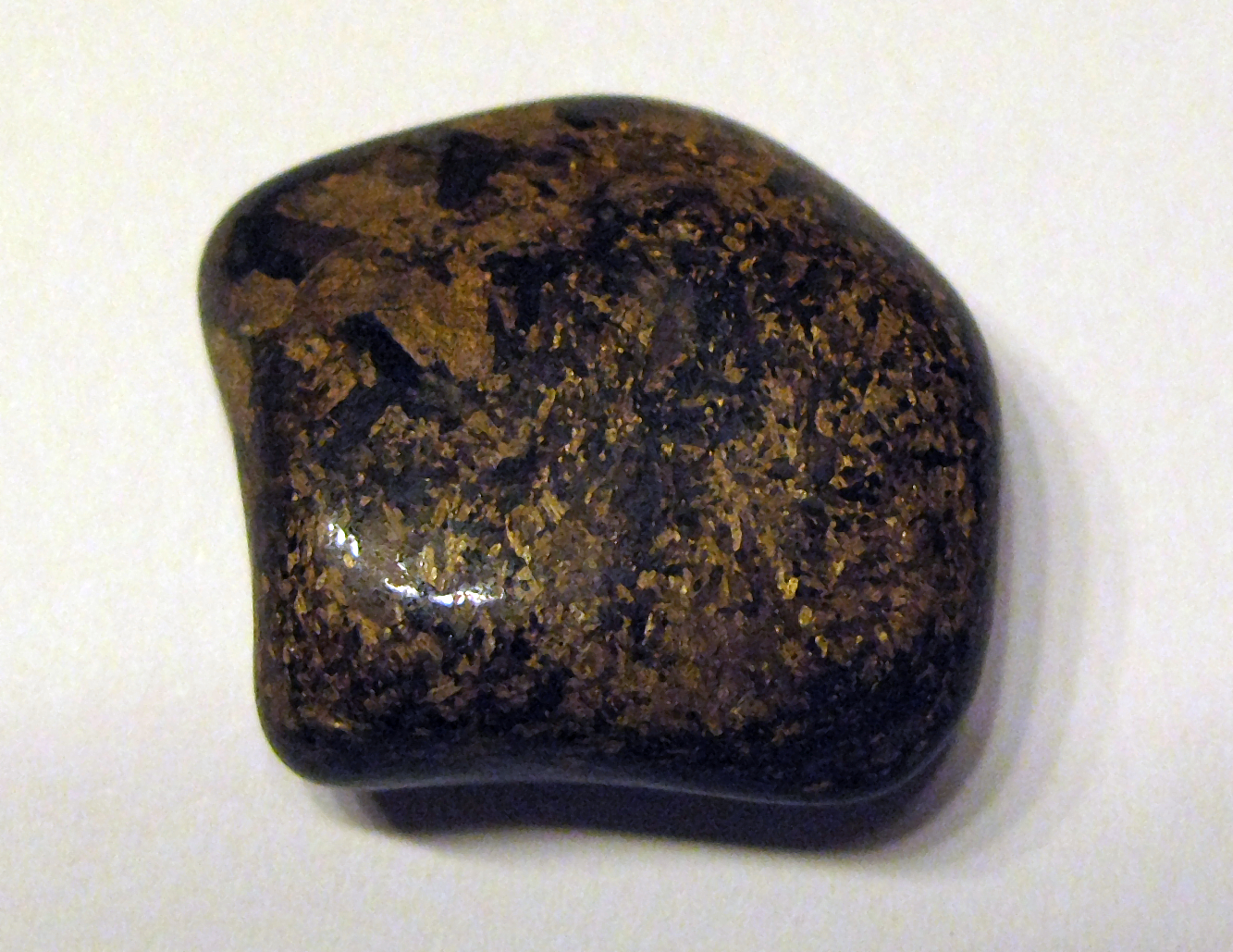
Bronzit

- Bronzit hat durch seine Eisen-Beimengungen eine typische Bronzefärbung.
- Lime-Bronzit ist eine Calcium-haltige Varietät
- Vanadium-Bronzit enthält Beimengungen von Vanadium

## Bildung und Fundorte

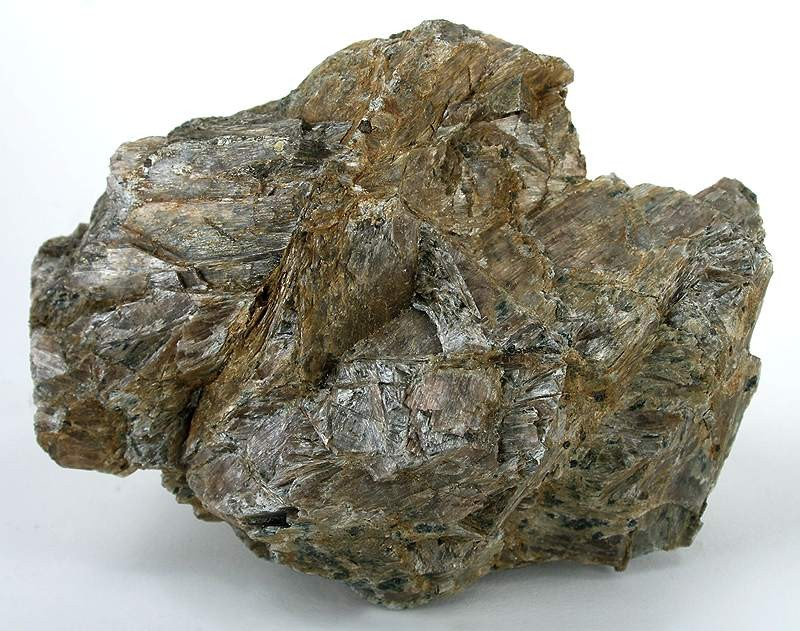
Enstatit aus der Bare Hills Copper Mine, Baltimore County, Maryland, USA (Größe 9,6 cm × 7,5 cm × 4,9 cm)

Enstatit bildet sich typischerweise in magnesiumreichen, magmatischen Gesteinen und ist ein wesentlicher Bestandteil von Tiefengesteinen wie Duniten, Gabbros und Noriten. Zusammen mit Olivin bildet er Peridotite und Harzburgite. In vulkanischen Gesteinen findet er sich in Tholeiiten, Andesiten  und Daziten; in Alkaligesteinen fehlt er. Ebenso kann er sich bei Wasserarmut regionalmetamorph in der Katazone unter anderem in Charnockiten und Pyroxengranuliten sowie kontaktmetamorph im inneren Kontakthof in Pyroxen-Hornfels-Fazies bilden.
Neben Olivin treten als Begleitminerale unter anderem noch Diopsid, Klinopyroxen, Phlogopit, Pyrop und Spinell auf.
Als häufige Mineralbildung ist Enstatit weltweit an vielen Orten anzutreffen. Bisher sind rund 1200 Fundorte für Enstatit dokumentiert (Stand: 2020). Neben seiner Typlokalität Eisenberg an der March wurde Enstatit noch an mehreren Orten in Böhmen und Mähren gefunden.
In Deutschland fand sich das Mineral bei St. Blasien und Todtmoos in Baden-Württemberg; in Schwaben, Franken und der Oberpfalz in Bayern; bei Bad Harzburg in Niedersachsen; Niederbachem in Nordrhein-Westfalen; an vielen Orten der Eifel in Rheinland-Pfalz sowie bei Chemnitz und im Erzgebirge in Sachsen. Als gesteinsbildendes Mineral tritt er an zahlreichen Stellen in den Tholeiiten des Vogelsberges und des Maintrapps auf.
In Österreich konnte Enstatit unter anderem am Pauliberg im Burgenland, in der Tiroler Gemeinde Wildschönau sowie an mehreren Orten in Kärnten, Niederösterreich, Salzburg und der Steiermark gefunden werden.
In der Schweiz trat das Mineral bisher bei Utzenstorf (Bern), Tafers (Freiburg), Châtillens (Waadt), Saas-Almagell (Wallis) sowie an mehreren Orten der Kantone Graubünden und Tessin auf.
Weitere Fundorte sind Algerien, die Antarktis, Argentinien, Aserbaidschan, Australien, Botswana, Brasilien, Chile, China, Finnland, Frankreich, Ghana, Griechenland, Grönland, Indien, Israel, Italien, Japan, Jemen, Kanada, Kasachstan, Lesotho, Libyen, Madagaskar, Mexiko, Mongolei, Myanmar, Namibia, Neukaledonien, Neuseeland, Nigeria, Norwegen, Oman, Pakistan, Papua-Neuguinea, Peru, Polen, Portugal, Republik Kongo, Rumänien, Russland, in der westlichen Sahara, auf den Salomonen, Schweden, Simbabwe, Slowakei, Spanien, Sudan, Südafrika, Tadschikistan, Tansania, Tschechien, Türkei, Ukraine, Ungarn, im Vereinigten Königreich (Großbritannien) und den Vereinigten Staaten von Amerika (USA).
Auch in Gesteinsproben vom Mittelatlantischen Rücken und Ostpazifischen Rücken sowie außerhalb der Erde auf dem Mond (Landeplatz der Apollo 15-Mission) und im Schweifmaterial des Kometen Wild 2 wurde Enstatit gefunden.
Fundstellen für die Varietät Bronzit sind unter anderem verschiedene Meteoriten bei Massing (Bayern), Breitscheid (Hessen), Ibbenbüren und Peckelsheim (NRW) sowie der Ölberg bei Hundsangen (Rheinland-Pfalz) und Freiberg (Sachsen) in Deutschland; der Totenkopf (Salzburg) und der Hohenwartberg im Dunkelsteinerwald (Niederösterreich) sowie Kraubath an der Mur (Steiermark) in Österreich und in verschiedenen Meteoriten bei Utzenstorf (Bern), Langwies (Graubünden) und Châtillens (Waadt) in der Schweiz.

## Verwendung
Reine Enstatitgesteine können als hochfeuerfeste Werksteine verwendet werden.
Klare, schleifwürdige Varietäten werden gerne auch zu Schmucksteinen verarbeitet.